# Steven Gordon (calciatore)
Steven Gordon (Newtownards, 27 luglio 1993) è un calciatore nordirlandese, centrocampista del Carrick Rangers.

## Carriera
Il 1º agosto 2012 viene acquistato a titolo definitivo dalla squadra nordirlandese del Glentoran.

## Palmarès

### Club

#### Competizioni nazionali
- Irish Cup: 2

Glentoran: 2014-2015, 2019-2020
- IFA Charity Shield: 1

Glentoran: 2015